# Jean-Baptiste Kléber
Jean-Baptiste Kléber (9. března 1753 ve Štrasburku, Francie – 14. června 1800 v Káhiře, Egypt) byl francouzský generál.

## Život

### Architekt

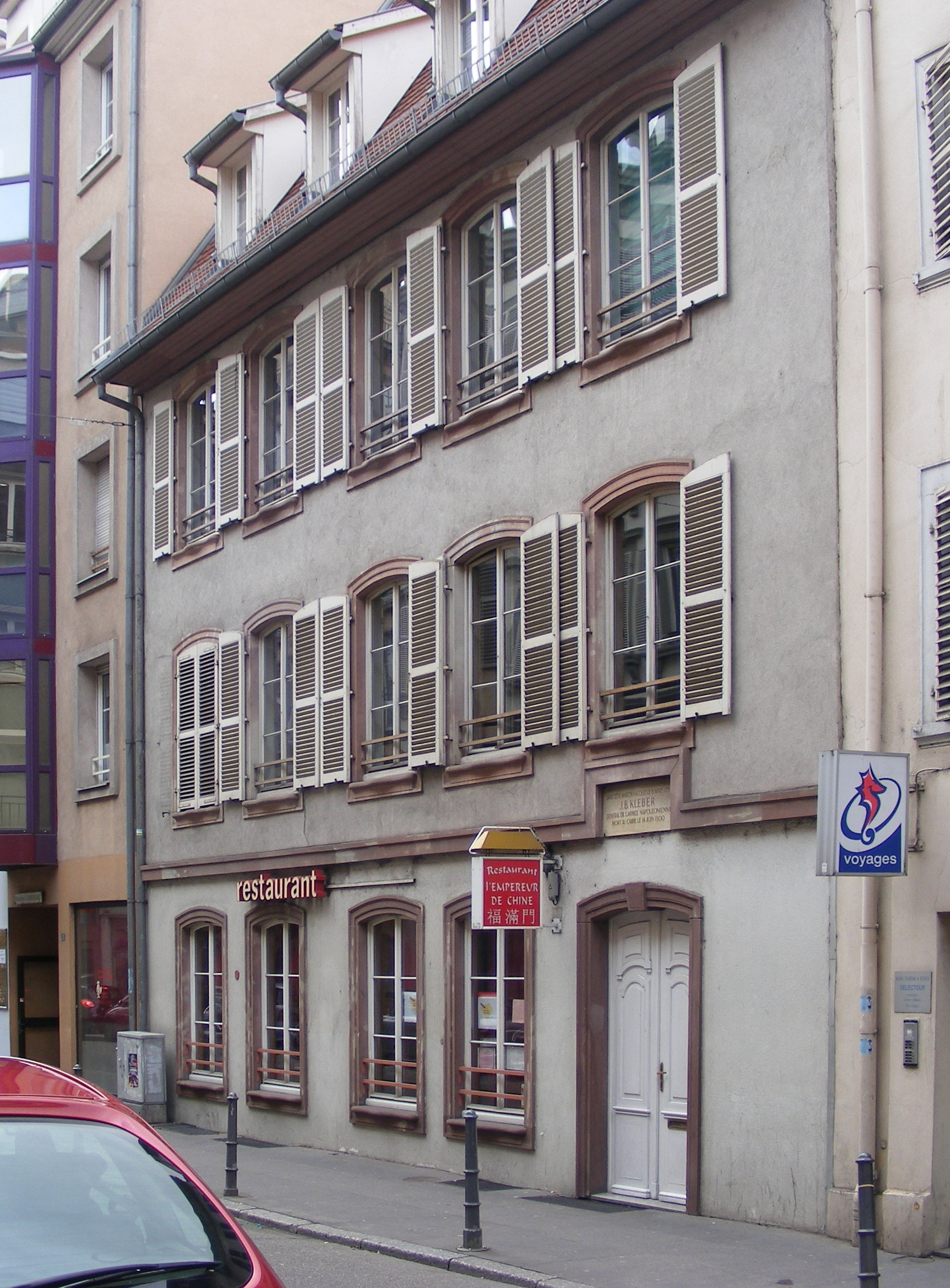
Rodný dům ve Štrasburku na 8 Rue Fossé-des-tanneurs

Jean-Baptiste Kléber se narodil ve Štrasburku. O povolání jeho otce jsou dvě informace, podle jedné byl otec Jean-Nicolas Kléber stavitelem a druhá hovoří o tom, že byl zahradníkem kardinála Rohana, arcibiskupa štrasburského. Matka se jmenovala Reine roz. Bogart. Otec zemřel, když byl Jean-Baptiste tříletý, a hoch byl vychováván otčímem Jean-Martinem Burgerem. Jeden alsaský farář byl zaujat Kléberovým talentem a vzdělával jej. Kléber pak studoval na štrasburském gymnáziu (Gymnase Jean-Sturm). Chtěl se stát architektem a proto odešel do Paříže, kde byl přijat do učení v atelieru slavného Chalgrina. Nedostatek prostředků jej však přiměl rozloučit se s dráhou architekta a vrátit se do rodného města. Přesto byl roku 1787 podle Kléberových plánů postaven zámek barona de Grandvillars.

### Voják
Nejistoty o další budoucnost ho zbavila náhoda. Dva bavorští důstojníci ve štrasburské kavárně se dostali do konfliktu s občany. Jean-Baptiste jim pomohl v nouzi a oni z vděčnosti mu zařídili přijetí na vojenskou akademii v Mnichově. Mladý nadaný student Kléber na sebe upozornil výbornými znalostmi, vystupováním i příznivými referencemi rakouského generála Václava hraběte z Kounic, a ten mu nabídl místo poddůstojníka ve svém pluku. Kleber místo přijal, ale jelikož nebyl urozeného původu a nemohl tedy očekávat povýšení do důstojnické hodnosti, po krátkém čase z armády odešel a pracoval jako stavební dozorce. Po vypuknutí revoluce a začátku války v roce 1792 vstoupil Kleber do dobrovolnického praporu hornorýnské oblasti (Haut-Rhin) a rychle postupoval v hodnostech. Byl důstojníkem v posádce pevnosti Mohuč a zde byla jeho přítomnost mimořádně důležitá jak pro jeho znalosti vojenské, tak pro stavitelskou průpravu, neboť hradby byly ve velmi špatném stavu. Pevnost byla obklíčena koaličními vojsky (I. koalice) a 22. července 1793 kapitulovala. Přestože během obležení byl Kleber obdivován pro své zásluhy, osobní statečnost a vynalézavost, byl zatčen a odvezen do Paříže. Byl postaven před soud a nejen osvobozen ale i povýšen na brigádního generála. Odeslán do Vendée a zde v řadě bojů způsobil nepříteli citelné ztráty a slávu si vydobyl v bitvě u Gavenay (23. prosince 1793), kde přivodil povstalcům totální porážku a získal si pověst jednoho z nejlepších generálů republiky.

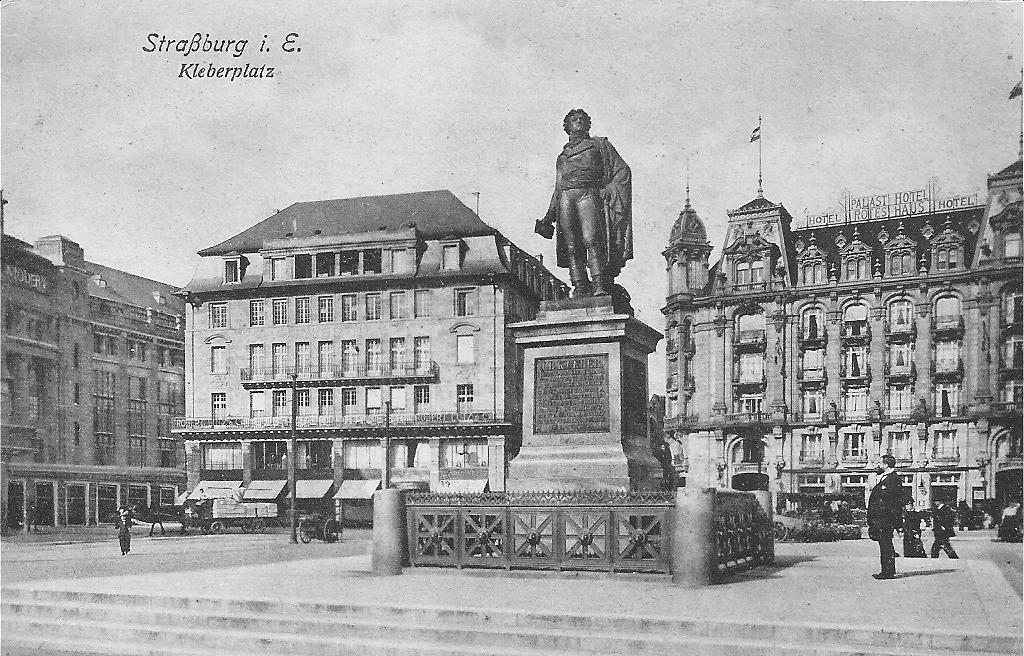
Kléberova socha ve Strassburgu

Jako divizní generál bojoval Kléber v roce 1794 pod Jourdanem, účastnil se bitvy u Fleurusu (26. června 1794) a poté jeho divize obklíčila Maastricht, který po 28 dnech přinutila ke kapitulaci. V prosinci téhož roku převzal Kléber velení části Sambro-máské armády, blokující Mohuč. Když s ní roku 1795 Jourdan překročil u Düsseldorfu Rýn stal se Kleber velitelem levého křídla útočící armády. Jeho statečnost a přehled však nemohly zabránit neúspěchu tohoto tažení. Také roku 1796 velel Kléber levému křídlu Jourdanovy armády a porazil generály Kienmayera a prince z Württembergu. Pak však zakusil hořkost porážky v bitvě u Uckerathu (19. června 1796) od podmaršála Kraye a byl poté nucen stáhnout se do Düsseldorfu. Několik dní před bitvou u Würzburgu (3. září 1796) byl Kleber povolán do Paříže a bylo mu nabídnuto místo člena Direktoria, které však on odmítl. Nakonec po převratu 4. září 1797 (18. fructidor) a vítězství direktora Barrase nescházelo mnoho, aby Kléber, který si svým volnomyšlenkářstvím získal i mnoho nepřátel, byl zatčen a deportován.

### Výprava do Egypta

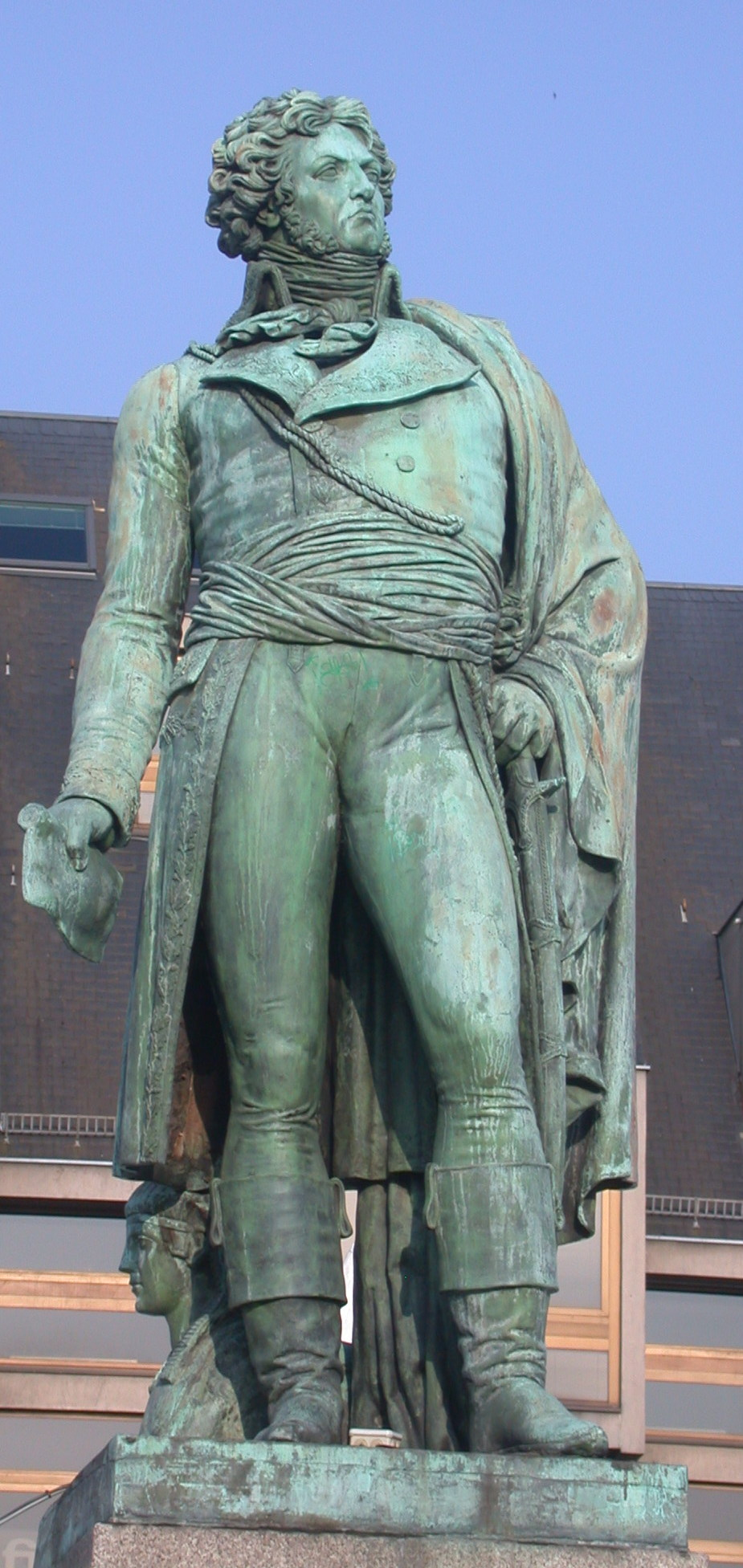
Socha Jeana-Baptisty Klébera ve Strasbourgu

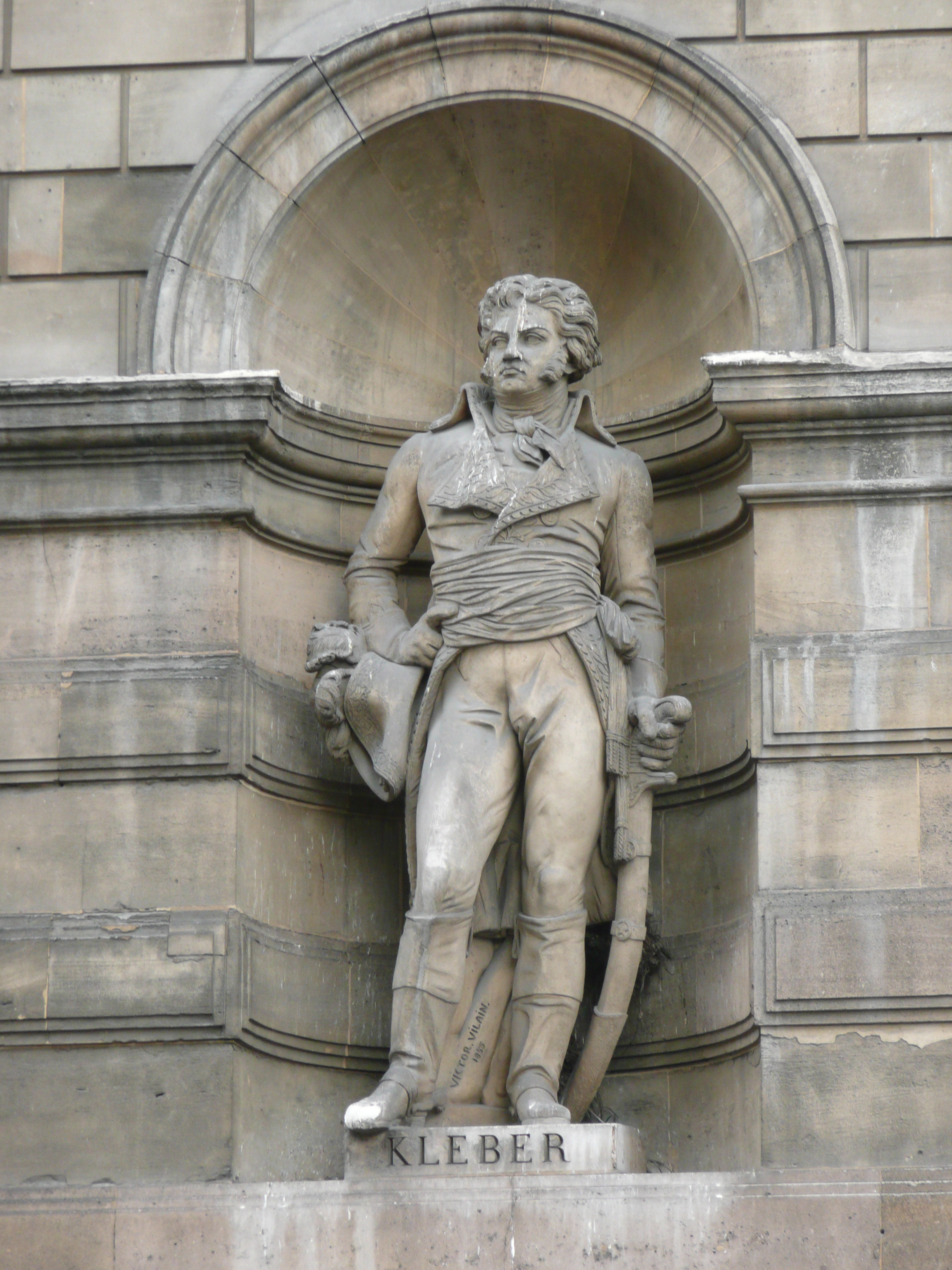
Kléberova socha v Louvru

Bylo přáním Napoleona Bonaparta, přestože Kleber nepatřil do Bonapartova okruhu „italských“ generálů, aby se připojil k jeho expedici do Egypta, což Kleber s radostí učinil a velel divizi 6000 mužů, skládající se ze dvou brigád - Verdierovy a Damasovy. Po vylodění v Egyptě byla divize pověřena obsazením Alexandrie, při kterém byl Kleber raněn a velení jeho divize převzal generál Dugua. Kleberovým úkolem zatím bylo v provincii Bahirch udržet klid a pozorovat eventuální pohyby anglické flotily. Tento post mu však nevyhovoval a opakovaně žádal Bonaparta, o zařazení do bojových jednotek. Mezi oběma generály došlo k roztržce, která se vystupňovala, když Kleber použil na údržbu a výstavbu pobřežních opevnění a alexandrijských nemocnic peníze určené Bonapartem na stavbu lodí. Kleber nabídl demisi, kterou Bonaparte odmítl. Když pak Kleber onemocněl, povolil mu Bonaparte pobyt v Káhiře a napsal mu „……, že přikládám velký význam Vašemu respektu a Vašemu přátelství. Bojím se, že jsme se vzájemně poněkud odcizili. Byl byste nespravedlivý, kdybyste pochyboval, jak mě to bolí…….“. Tento dopis navodil opět přátelské vztahy mezi oběma protagonisty. A v tažení do Sýrie již Kleber opět velel své divizi, s kterou v bitvě u hory Tábor (16. dubna 1799) odolával řadu hodin útokům nepřítele, asi l0x počtem převyšujícím Kleberovu divizi. Útokům odolal až do doby, kdy Bonaparte se svou armádou přispěchal na pomoc a vydobyl si jedno ze svých slavných vítězství. Při návratu ze Sýrie, velel dvěma divizím (Lannesova a Desaixova) a na pobřeží narazil na vylodivší se turecké vojsko. V následné pozemní bitvě u Abukiru (25. července 1799) dosáhl Bonaparte jedno ze svých největších vítězství v egyptské kampani. Po bitvě se Kleber setkal s Bonapartem a před očima armády jej objal a zvolal „Jste veliký, jako celý svět „. Zprávy z Francie, hovořící o porážkách armády, zmatcích mezi obyvatelstvem a bezradnosti direktoria přinutily generála Bonaparte k odjezdu zpět do Francie (22. srpna 1799). Vrchní velení nad celou armádou v Egyptě přenechal Kleberovi. Napoleonův odchod z Egypta Klébera rozběsnil a tak prohlásil: Ten parchant (Napoleon) nám tady nechal jen svoje kalhoty plné sraček. Vrátíme se do Francie a otřeme mu je o hubu Kléber si uvědomoval, že je sice schopným velitelem armády, ale nemá vlastnosti potřebné pro vedení správy celé země. Celou svou aktivitu upřel na jednání, (která již začal Bonaparte, ale jen zcela formálně), s anglickým komodorem sirem Sidney Smithem, ale ta zdála se bezvýsledná. V komplexní zprávě direktoriu o stavu egyptské armády (29. září 1799) popisuje velmi pesimistický obraz současný i výhled do budoucna. Dopis však dorazil do Francie až v době, kdy Bonaparte byl prvním konsulem. Po obsazení El Ariše Turky (30. prosince 1799) pokračovala jednání v této oáze. Již 24. ledna 1800 byla podepsána El Arišská dohoda, která umožňovala Francouzům opustit Egypt s veškerými zásobami a zbraněmi na svých i Turky poskytnutých lodích, jejich převezení do Francie, po předchozí evakuaci Egypta do přístavů Alexandria, Abukir a Rosette. V konvenci byly i termíny postupné evakuace země a předávání regionů do správy Turků. Zmíněné přístavy měly být až do dokončení evakuace ve správě Francouzů. Realizaci plánu zmařili Angličané, třebaže se na jednáních v El Ariši podíleli. Jejich plánem, bylo, aby Francouzi po evakuaci Egypta až budou uzavřeni v přístavech, byli přinuceni ke kapitulaci. Kleber chtěl plán El Arišské konvence plnit a skutečně evakuoval velké části země a předal Turkům. Nakonec Sidney Smith mj. též v domnění, že Francouzi bez Bonaparta již nejsou nebezpeční, poslal Kleberovi poselství admirála Keitha, kde sděluje, že žádná jiná možnost pro Angličany není akceptovatelná, než bezpodmínečná kapitulace Francouzů. Kleber nařídil okamžitou pohotovost armády a zveřejnil provolání k vojsku „Vojáci! Na takovou nestoudnost se odpovídá jedině vítězstvím, připravte se k boji!“. Armáda pak posílena na duchu čerstvou zprávou, že Bonaparte se stal prvním konzulem, pod brilantním velením generála Klebera dobyla zdrcujícího vítězství nad velkovezírem Jussufem Pašou v bitvě u Heliopolis (20. března 1800). Bitvou byl velkovezír přinucen opustit Egypt a stáhnout se do Sýrie.

### Atentát
Francouzská okupace celého Egypta byla obnovena a výhledy na dohodu byly příznivé, když byl Jean Baptiste Kleber zavražděn muslimským fanatikem v jedné z Káhirských zahrad. (14. června 1800 mj. i den slavného vítězství Bonapartova u Marenga) jménem Sulejman z Aleppa. Jeho tři spoluviníci byli zastřeleni popravčí četou, sám Sulejman byl na všeobecné přání rozezlených vojáků umučen orientálním způsobem. Nejprve mu byla upálena vražedná paže a pak naražen na kůl. Po celou dobu fanatik volal „není jiného boha, než Bůh a Mohamed je jeho prorok“[zdroj?]. Žil ještě 3-4 hodiny. Kleberova mrtvola byla převezena do Marseille a první konzul osobně se účastnil čestného přijetí generálova na půdě vlasti. Provizorně byl Kleber pohřben na ostrově If až do roku 1818, kdy král Ludvík XVIII. nařídil převoz ostatků do památníku, který zbudovali občané Štrasburku na počest svého velkého syna. Nástupcem Kleberovým ve funkci vrchního velitele armády v Egyptě se stal generál Jacques-Francois Menou. Od roku 1840 stojí v rodném městě generála Klebera jeho bronzová socha, umístěná na náměstí, nesoucím jeho jméno.